# گمینا کژودا
گمینا کژودا (به لهستانی:  Gmina Krzywda) یک گمینا در لهستان است که در شهرستان ووکوف واقع شده‌است. گمینا کژودا ۱۶۱٫۰۵ کیلومتر مربع مساحت و ۱۰٬۴۰۰ نفر جمعیت دارد.